# Mariebergs Yllefabrik
Mariebergs Yllefabrik var en svensk textilindustri som anlades i Asarum i Karlshamn år 1887 av kompanjonerna Södergren och Malmström. På platsen hade tidigare funnits en såg- och mjölkvarn och där började nu tillverkas halvylletyger i en nyuppförd fabrik. År 1900 såldes fabriken till Nils Sjöström som utökade driften, men tvingades 1906 sälja den vidare till Wahlqvistska Klädesfabriken i Karlskrona, som fortsatte driften fram till 1954. Därefter och fram till 1979 fortsatte textilproduktionen i dessa lokaler av Svängsta Mattväveri AB.